# La Muerte
La Muerte is een alternatieve rockgroep die in 1983 werd opgericht in Brussel.

## Historiek
Gedurende haar carrière was de band populairder buiten België dan in eigen land. La Muerte was een van de weinige Belgische bands die lovende recensies ontving in muziekbladen als NME en Spin en een live-sessie speelde bij de BBC radiomaker John Peel. De muziek van de band werd beïnvloed door The Birthday Party, The Stooges en Motörhead. Een van hun bekendste nummers was Wild Thing, een cover van The Troggs.
De eerste ep The surrealist mystery werd uitgebracht in 1984. In 1994 hield de band op te bestaan, maar desondanks verscheen in 2001 nog een laatste single Black God 2000 die werd uitgegeven in beperkte oplage en in 2009 verscheen de best-of dvd 50 Big Block. In 2015 begon de band weer op te treden.

## Discografie

### Singles
- Scorpio Rising (1988)
- And  the Mystery Goes On (1985)
- Black God 2000 (2001)

### EP
- The Surrealist Mystery (1984)
- Peep Show (1986)
- Murder Machine (2016)

### Albums
- Every Soul By Sin Oppressed (1987)
- Death Race 2000 (1989)
- Experiment in Terror (1990)
- Kustom Kar Kompetition (1991)
- Raw (1994)
- EVIL (2015)
- La Muerte (2018)

### Compilations
- Mystery Songs (1986)
- Black God White Devil (1988)